# 告白的噴水廣場
「告白的噴水廣場」（告白の噴水広場）是日本的女子偶像組合Berryz工房的第14張单曲。2007年6月27日由PICCOLO TOWN发售。

## 概要
- 此單曲有2個版本，分別有「初回生産限定盤」和「CD ONLY」。「初回生産限定盤」收錄了「告白的噴水廣場」的PV。
- 在7月9日於公信榜單曲週排行榜取得第4位。

## 收錄内容

### CD（初回生産限定盤 、 CD ONLY）
CD
1. 告白的噴水廣場
（作詞・作曲：淳君 編曲：平田祥一郎）
2. 青春大道（青春大通り）
（作詞・作曲：淳君 編曲：小西貴雄）
3. 告白的噴水廣場（Instrumental）

### DVD（初回生産限定盤）
1. 告白的噴水廣場（Dance Shot Ver.）